# Stanisław Kossakowski
Stanisław Kossakowski ps. „Ułan”, „Mściciel” (ur. 7 kwietnia 1914 w Krakowie, zm. 21 czerwca 1946 w Rzeszowie) – dowódca oddziału partyzantki antykomunistycznej w powiecie brzozowskim i sanockim w 1945, podporucznik.

## Życiorys
W Krakowie ukończył szkołę powszechną i dwie klasy gimnazjum. Służbę wojskową odbył w 8 pułku ułanów Księcia Józefa Poniatowskiego. Tam też ukończył szkołę podoficerską w stopniu plutonowego. Został instruktorem jazdy konnej i wyszkolenia bojowego.
Uczestnik kampanii wrześniowej. W okresie okupacji niemieckiej przebywał w Krakowie. W 1943 wstąpił do Armii Krajowej. We wrześniu 1944 wstąpił do MO i podjął służbę w Komendzie Wojewódzkiej w Rzeszowie, awansując do stopniu podporucznika. W listopadzie 1944 został komendantem MO w Sanoku, gdzie wkrótce potem został zdemaskowany jako żołnierz niepodległościowego podziemia. 3 maja 1945 wraz z kolegami Władysławem Stefkowskim i Michałem Skowronkiem zdezerterował wraz z bronią. Wstąpił do oddziału NOW-u dowodzonego przez kpt. Stanisława Pelczara ps. „Majka”. W oddziale tym odpowiadał za wyszkolenie bojowe.
Po rozbiciu oddziału w czerwcu 1945 przybył w okolice Grabówki w powiecie brzozowskim, gdzie dołączył do zgrupowania Mieczysława Bielca ps. „Błysk”. Po aresztowaniu Bielca 3 sierpnia 1945 i rozbiciu jego oddziału przeszedł na teren powiatu sanockiego, gdzie utworzył własny oddział partyzantki antykomunistycznej składający się z dezerterów z UB, MO i WP, liczący ok. 20 członków. Początkowo współdziałał z majorem Antonim Żubrydem, jednak nigdy mu się nie podporządkował. Istniał silny antagonizm pomiędzy oboma dowódcami.
28 listopada 1945, za próbę nawiązania przez Kossakowskiego współpracy z UPA celem wspólnej walki przeciwko komunistom, wszyscy żołnierze w oddziale odmówili mu posłuszeństwa i przeszli pod dowództwo mjra Żubryda, tworząc III kompanię samodzielnego batalionu operacyjnego NSZ „Zuch”. Dowódcą kompanii został ppor. Kazimierz Kocyłowski – dotychczasowy z-ca Kossakowskiego.
W styczniu 1946 Stanisław Kossakowski wyjechał do Krakowa, gdzie ukrywał się pod fałszywym nazwiskiem Stanisław Górski. Na krótko powrócił w Brzozowskie, ale w kwietniu ponownie pojawił się w Krakowie.
Został wydany UB przez Kazimierę Szczygło. Aresztowany w lokalu „Cyganeria” przy ul. Szpitalnej w Krakowie. Początkowo był więziony w lochach katowni przy ul. Jagiellońskiej, gdzie był bestialsko torturowany w ramach śledztwa. Następnie przewieziony do więzienia na zamku w Rzeszowie. 15 czerwca 1946 roku na mocy wyroku Sądu Okręgowego w Rzeszowie skazany na karę śmierci oraz utratę praw publicznych i obywatelskich na zawsze. Prezydent KRN Bolesław Bierut nie skorzystał z prawa łaski. Stracony na zamku w Rzeszowie 21 czerwca 1946 roku. Po egzekucji UB odmówiło wydania ciała rodzinie. Miejsce pochówku do dziś pozostaje nieznane.
4 maja 1992 decyzją Sądu Wojewódzkiego w Rzeszowie uchylono wyrok z 1946. W uzasadnieniu decyzji Sąd Wojewódzki uznał, że Stanisław Kossakowski „walczył na rzecz niepodległości Polski”.